# Лалович, Милош
Милош Лалович (серб. Милош Лаловић; 15 августа 1921, Страшевина близ Никшича, Черногория) — черногорский и югославский политический, государственный и дипломатический деятель, участник Народно-освободительной борьбы Югославии в годы Второй мировой войны.

## Биография
Учился на экономическом факультете в университете Белграда. С 1941 года участвовал в партизанском движении против немецких оккупантов. Был молодёжным лидером, затем — командиром роты и комиссаром батальона.
Член Союза коммунистов Югославии с 1942 года.
После освобождения Югославии работал министром торговли и снабжения Социалистической Республики Черногория. Занимал пост начальника отдела кадров Министерства внешней торговли СФРЮ, помощника министра торговли, помощника министра экономики СФРЮ. Сотрудничал с экономическими журналами и газетами.
С конца 1950-х годов — на дипломатической работе. Посол Югославии в Ливане в 1958 году, в 1960—1964 годах — в Тунисе, в 1967—1971 годах — в Бельгии и Люксембурге, был советником государственного секретаря по иностранным делам и временным поверенным в делах Миссии КНДР в Ливане.

## Награды
- Орден «За храбрость» (Югославия)
- Орден «За заслуги перед народом»
- Партизанский памятный знак 1941 года
- Орден Братства и единства